# تپه قلعه تسمه ۱
تپه قلعه تسمه ۱ مربوط به دوره هخامنشی - دوره اشکانیان است و در شهرستان دره‌شهر، بخش مرکزی، دهستان زرین دشت، شرق روستای قلعه تسمه واقع شده و این اثر در تاریخ ۳۰ بهمن ۱۳۸۶ با شمارهٔ ثبت ۲۱۰۳۸ به‌عنوان یکی از آثار ملی ایران به ثبت رسیده است.این قعه دارای آثار باستانی زیادی است.و تا کنون تعدادی از انها به دست افراد سودجو فروخته شده است.چون هیچ گونه مراقبت و مرمتی درمورد این قلعه انجام نشده است.

## جستارهای وابس
- فهرست آثار ملی ایران
- سازمان میراث فرهنگی، صنایع دستی و گردشگری